# Pysht
Pysht az Amerikai Egyesült Államok északnyugati részén, Washington állam Clallam megyéjében elhelyezkedő önkormányzat nélküli település.
1920-ban a klallam indiánok Pysht falvát a telepesek lerombolták; a munkából hazaérkező őslakosok azzal szembesültek, hogy a falu helyére fafeldolgozót építettek.
A huszadik század elején a faipari létesítmények a Merrill & Ring vállalat tulajdonában voltak.

## Fordítás
- Ez a szócikk részben vagy egészben  a   Pysht, Washington című angol Wikipédia-szócikk ezen változatának fordításán alapul.  Az eredeti cikk szerkesztőit annak laptörténete sorolja fel. Ez a jelzés csupán a megfogalmazás eredetét és a szerzői jogokat jelzi, nem szolgál a cikkben szereplő információk forrásmegjelöléseként.